# ساريب قصير الأوراق
ساريب قصير الأوراق (الاسم العلمي:Saribus brevifolius) هو نوع من النباتات يتبع جنس الساريب من الفصيلة الفوفلية.